# Museo del Ágora de Atenas
El museo del Ágora de Atenas está albergado en la Estoa de Átalo, el gran pórtico helenístico, reconstruido entre 1953 y 1956, en el lado este  del Ágora de Atenas. Depende del Primer Eforato de Antigüedades prehistóricas y clásicas.

## Colecciones
Es un museo temático, cuya colección principal, de tamaño modesto, concierne sobre todo al funcionamiento de la democracia ateniense, de la que una gran parte de los centros de poder estaban localizados en el Ágora o en sus alrededores. Se exhiben inscripciones relativas a la administración y a la diplomacia de la ciudad antigua, accesorios que testifican el funcionamiento de las instituciones democráticas (clepsidra, cleroterion, ostracas, fichas de voto), y estatuas honoríficas o votivas.
La otra parte de la colección versa sobre la ocupación de esta zona de la ciudad desde el periodo geométrico hasta la época medieval.

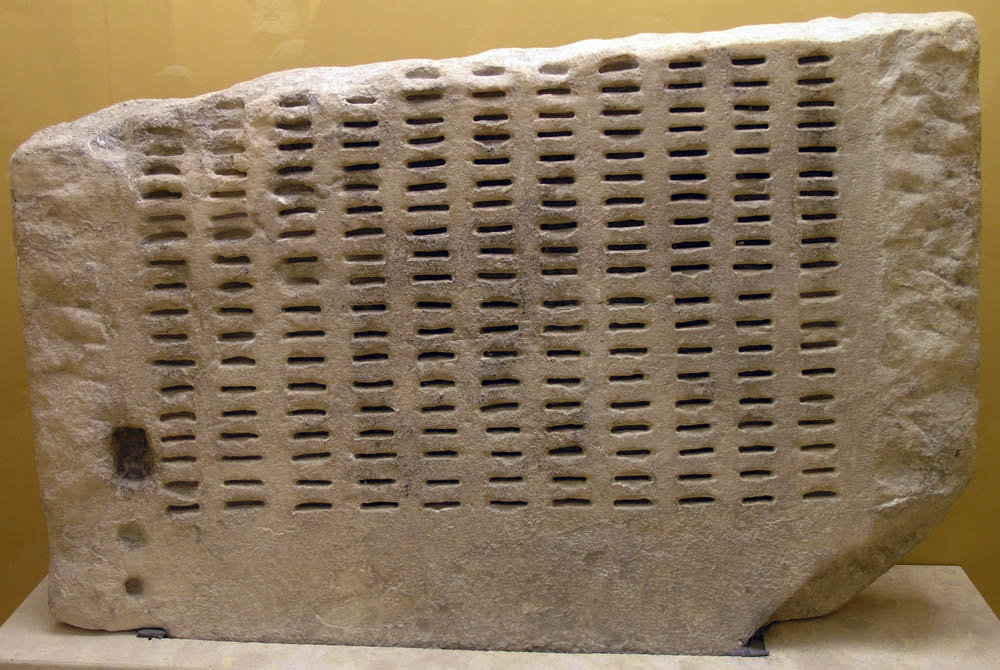
Cleroterion: máquina para el sorteo de los cargos en Atenas.
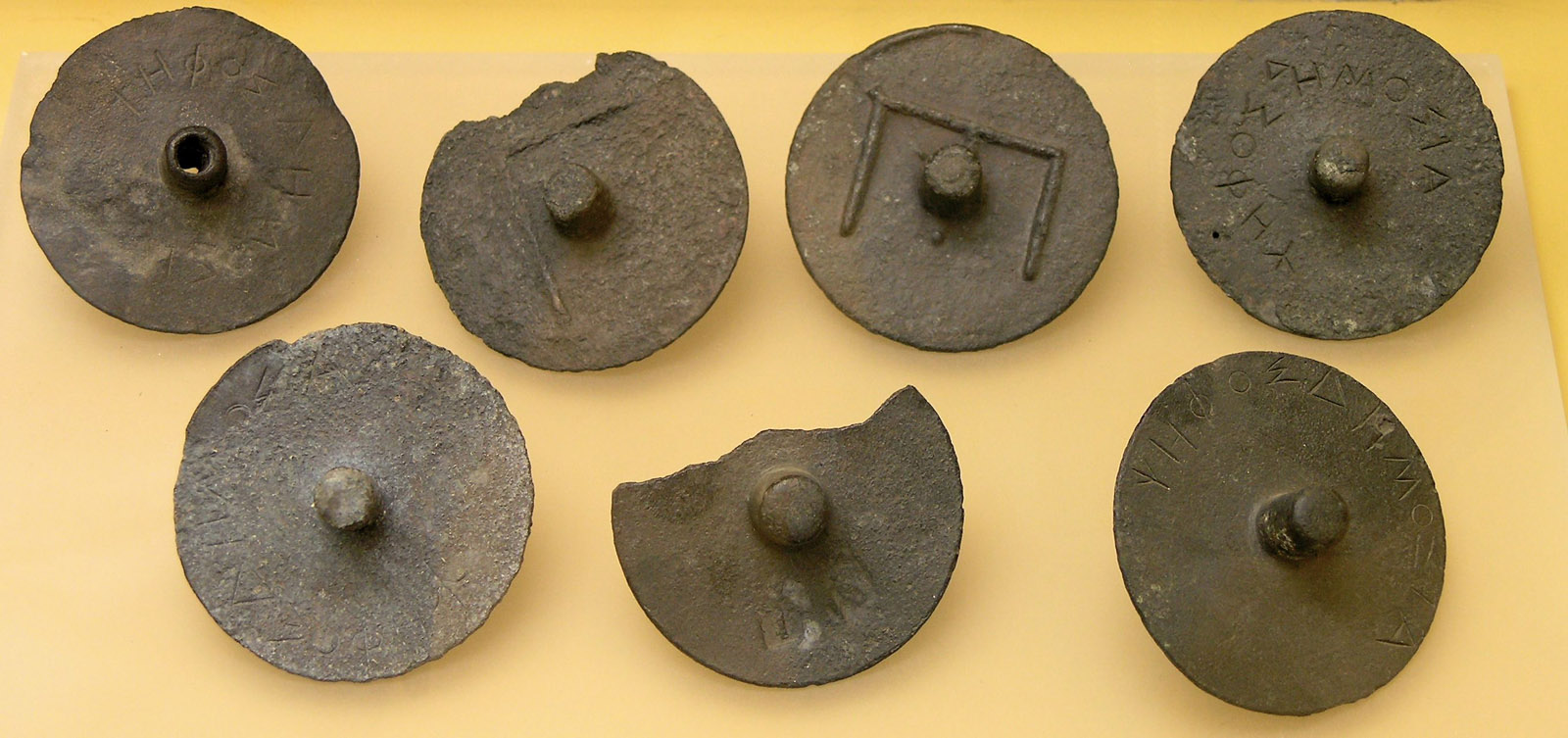
Fichas de voto, de bronce, utilizadas sobre todo por los jurados de la Heliea. Inscripción: ΨΗΦΟΣ ΔΗΜΟΣΙΑ, «voto público».
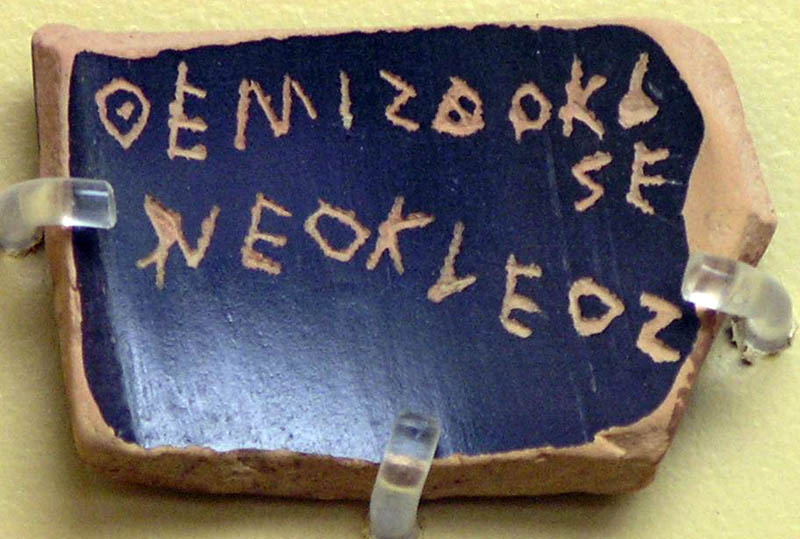
Ostracon con el nombre de Temístocles (490/480-460 a. C.) Inscripción: ΘΕΜΙΣΘΟΚΛ//ΕΣ ΝΕΟΚΛΕΟΣ.